# ملعب هايدي رود
ملعب هايدي رود (بالإنجليزية: Hyde Road)‏، هو ملعب كرة قدم سابق، كان يقع في غرب غورتون بمدينة مانشستر، بانجلترا. فكان ملعب مانشستر سيتي في الفترة ما بين عام 1887 ولغاية عام 1923، بعدها انتقل الفريق لملعب ماين رود. سمي بهذا الاسم نسبة إلى طريق هايدي، والذي يبدأ من غرب حي آردويك غريين، ويمتد شرقا باتجاه هايدي.